# Ada Boerma-van Doorne
A.H. (Ada) Boerma-van Doorne (14 oktober 1947) is een Nederlands oud-burgemeester.

## Levensloop
Boerma was een aantal jaren namens het CDA lid van de gemeenteraad van Winschoten. Ook was zij wethouder in dezelfde gemeente.
Van 2001 tot 2007 was Boerma burgemeester van Rozendaal, qua inwoners de kleinste gemeente van Gelderland en een van de weinige gemeenten met een, tijdens de periode van haar burgemeesterschap, geheel vrouwelijk college van burgemeester en wethouders.
Per 30 november 2007 werd ze benoemd tot burgemeester van Maasdriel. Op 19 juli 2010 stopte zij met deze werkzaamheden wegens gezondheidsproblemen, aldus een persbericht van de gemeente Maasdriel. Arno Frankfort nam hierna de taken waar als waarnemend burgemeester. Op 28 september 2010 gaf Boerma per brief uitleg over de aard van haar ziekte. In mei 2011 werd Dick de Cloe de waarnemend burgemeester en in juli 2012 maakte Boerma bekend per 1 oktober van dat jaar als burgemeester van Maasdriel met pensioen te gaan.

### Opspraak
Boerma werd beschuldigd van het plegen van plagiaat door bij haar installatie in Maasdriel zinnen te gebruiken die afkomstig waren uit de toespraak die Thom de Graaf hield bij zijn ambstaanvaarding in Nijmegen. Na afloop bleek het Maasdrielse VVD-raadslid Cees Sips in eerste instantie onder de indruk en plaatste zijn complimenten op zijn website, maar daarop kreeg hij van Theo Kooijmans (voormalig raadslid voor Leefbaar Rheden) de reactie dat de citaten afkomstig waren van De Graaf. Naar aanleiding van de beschuldigingen gaf Boerma een persverklaring uit waarin zij ontkende dat er van plagiaat sprake was. Wel gaf zij toe dat zij "zich bij de samenstelling van haar speech deels heeft laten inspireren door teksten van anderen". De gemeenteraad van Maasdriel verbond geen consequenties aan de handelwijze van de burgemeester.

## Verkiezingsuitslagen
| Verkiezing                                | Partij                      | Kandidaatnummer | Aantal Stemmen |
| ----------------------------------------- | --------------------------- | --------------- | -------------- |
| Tweede Kamerverkiezingen 1994             | Christen-Democratisch Appèl | 79              | 49             |
| Tweede Kamerverkiezingen 1998             | Christen-Democratisch Appèl | 60              | 76             |
| Gemeenteraadsverkiezingen 2014 in Oldambt | Christen-Democratisch Appèl | 6               | 31             |